# مارکوس سنا
مارکوس سنا  (به اسپانیایی: Marcos Senna) بازیکن فوتبال اهل اسپانیا است که از سال ۲۰۰۶ میلادی عضو تیم ملی فوتبال اسپانیا بوده و در ۲۸ بازی ملی حضور داشته‌است. او در بازی‌های ملی‌اش ۱ گل به ثمر رساند.